# NGC 2308
NGC 2308 ist eine Spiralgalaxie vom Hubble-Typ Sab im Sternbild Luchs am Nordsternhimmel. Sie ist schätzungsweise 263 Millionen Lichtjahre von der Milchstraße entfernt.
Das Objekt wurde am 13. Januar 1872 von Edouard Stephan entdeckt.